# Giuseppe Battiston
Giuseppe Battiston (Udine, 22 luglio 1968) è un attore e regista italiano.

## Biografia
Attore teatrale e cinematografico, si diploma alla Scuola d'arte drammatica Paolo Grassi di Milano; in questo periodo inizia la sua collaborazione col regista Silvio Soldini e partecipa ai film Un'anima divisa in due e Le acrobate. Nel cinema si impone alle simpatie del pubblico recitando nel film Pane e tulipani di Soldini, per il quale ha vinto il David di Donatello e il Ciak d'oro come miglior attore non protagonista. Partecipa anche a un altro film di Soldini, Agata e la tempesta, per cui ha avuto la nomination al David di Donatello come miglior attore protagonista. Ha anche partecipato a La bestia nel cuore di Cristina Comencini, per il quale è stato candidato al Nastro d'argento come miglior attore non protagonista.
Ha anche recitato in Chiedimi se sono felice (2000) con Aldo, Giovanni e Giacomo, in Al di là delle frontiere (2004) con Sabrina Ferilli e in La tigre e la neve (2005) di, e con, Roberto Benigni. Recita in seguito in Amara Terra Mia (2006 - RadioFandango, distribuito Edel) album dei Radiodervish che contiene versioni inedite di due classici di Domenico Modugno, la registrazione live dello spettacolo omonimo e il video di Amara Terra Mia di Franco Battiato. Nel 2008 e nel 2010 interpreta il Dottor Freiss nelle prime due stagioni della serie TV Tutti pazzi per amore. Nel 2013 registra i primi due titoli di Maigret per una collezione di audiolibri e partecipa al film La variabile umana.
Nel 2016 è nel cast di Perfetti sconosciuti di Paolo Genovese, film che incassa 17 milioni di euro e vince due David di Donatello: miglior film e migliore sceneggiatura originale. Nel 2021 ha preso parte alla produzione disneyana Pinocchio, diretto da Robert Zemeckis nel ruolo di Mangiafuoco, uscito l'8 settembre 2022 su Disney+. Nel 2022 prende parte al film Il principe di Roma di Edoardo Falcone. Nel 2023 ha esordito alla regia con il film Io vivo altrove!, una commedia ispirata al romanzo Bouvard e Pécuchet di Gustave Flaubert.

## Filmografia

### Attore

#### Cinema
- Italia-Germania 4-3, regia di Andrea Barzini (1990)
- Un'anima divisa in due, regia di Silvio Soldini (1993)
- Le acrobate, regia di Silvio Soldini (1997)
- Il più lungo giorno, regia di Roberto Riviello (1998)
- Pane e tulipani, regia di Silvio Soldini (2000)
- Guarda il cielo (Stella, Sonia, Silvia), regia di Piergiorgio Gay (2000)
- Chiedimi se sono felice, regia di Aldo, Giovanni e Giacomo e Massimo Venier (2000)
- Terzo e Mondo – cortometraggio, regia di Daniele Pignatelli (2001)
- La forza del passato, regia di Piergiorgio Gay (2002)
- Nemmeno in un sogno, regia di Gianluca Greco (2002)
- Un Aldo qualunque, regia di Dario Migliardi (2002)
- Agata e la tempesta, regia di Silvio Soldini (2004)
- Milano violenta – cortometraggio, regia di Federico Rizzo (2004)
- L'uomo perfetto, regia di Luca Lucini (2005)
- La bestia nel cuore, regia di Cristina Comencini (2005)
- La tigre e la neve, regia di Roberto Benigni (2005)
- Apnea, regia di Roberto Dortit (2005)
- Non prendere impegni stasera, regia di Gianluca Maria Tavarelli (2006)
- Uno su due, regia di Eugenio Cappuccio (2006)
- A casa nostra, regia di Francesca Comencini (2006)
- Non pensarci, regia di Gianni Zanasi (2007)
- Giorni e nuvole, regia di Silvio Soldini (2007)
- La giusta distanza, regia di Carlo Mazzacurati (2007)
- Amore, bugie & calcetto, regia di Luca Lucini (2008)
- Si può fare, regia di Giulio Manfredonia (2008)
- Complici del silenzio, regia di Stefano Incerti (2009)
- Cosa voglio di più, regia di Silvio Soldini (2010)
- La passione, regia di Carlo Mazzacurati (2010)
- Notizie degli scavi, regia di Emidio Greco (2010)
- Figli delle stelle, regia di Lucio Pellegrini (2010)
- Senza arte né parte, regia di Giovanni Albanese (2011)
- Io sono Li, regia di Andrea Segre (2011)
- Bar Sport, regia di Massimo Martelli (2011)
- Il comandante e la cicogna, regia di Silvio Soldini (2012)
- Pascoli a Barga, regia di Stefano Lodovichi (2012)
- La variabile umana, regia di Bruno Oliviero (2013)
- Zoran - Il mio nipote scemo, regia di Matteo Oleotto (2013)
- La prima neve, regia di Andrea Segre (2013)
- La sedia della felicità, regia di Carlo Mazzacurati (2013)
- Pitza e datteri, regia di Fariborz Kamkari (2015)
- La felicità è un sistema complesso, regia di Gianni Zanasi (2015)
- Perfetti sconosciuti, regia di Paolo Genovese (2016)
- L'ordine delle cose, regia di Andrea Segre (2017)
- Finché c'è prosecco c'è speranza, regia di Antonio Padovan (2017)
- Dopo la guerra, regia di Annarita Zambrano (2017)
- Io c'è, regia di Alessandro Aronadio (2018)
- Tu mi nascondi qualcosa, regia di Giuseppe Loconsole (2018)
- Troppa grazia, regia di Gianni Zanasi (2018)
- Hotel Gagarin, regia di Simone Spada (2018)
- Stay Still, regia di Elisa Mishto (2019)
- Il grande passo, regia di Antonio Padovan (2019)
- È per il tuo bene, regia di Rolando Ravello (2020)
- Pinocchio, regia di Robert Zemeckis (2022)
- Il principe di Roma, regia di Edoardo Falcone (2022)
- War - La guerra desiderata, regia di Gianni Zanasi (2022)
- Billy, regia di Emilia Mazzacurati (2023)
- Io vivo altrove!, regia di Giuseppe Battiston (2023)
- I peggiori giorni, regia di Massimiliano Bruno ed Edoardo Leo (2023)
- Le donne di Pasolini, regia di Eugenio Cappuccio – docufilm (2023)
- Il corpo, regia di Vincenzo Alfieri (2024)
- Storia di una notte, regia di Paolo Costella (2025)
- Come fratelli, regia di Antonio Padovan (2025)

#### Televisione
- Cuore, regia di Maurizio Zaccaro – miniserie TV (2001)
- I ragazzi della via Pál, regia di Maurizio Zaccaro – miniserie TV (2003)
- Al di là delle frontiere, regia di Maurizio Zaccaro – miniserie TV (2004)
- Una famiglia in giallo, regia di Alberto Simone – serie TV (2005)
- La strana coppia – serie TV, episodio 1x20 (2007)
- Quo vadis, baby?, regia di Guido Chiesa – miniserie TV, episodio 1x04 (2008)
- Tutti pazzi per amore, regia di Riccardo Milani – serie TV (2008-2010)
- Lo smemorato di Collegno, regia di Maurizio Zaccaro – miniserie TV (2009)
- Non pensarci - La serie, regia di Gianni Zanasi e Lucio Pellegrini – serie TV (2009)
- Le ragazze dello swing, regia di Maurizio Zaccaro – miniserie TV (2010)
- I fantasmi di Portopalo, regia di Alessandro Angelini – miniserie TV (2017)
- Trust, regia di Danny Boyle – serie TV (2018)
- Volevo fare la rockstar, regia di Matteo Oleotto – serie TV (2019-2022)
- Stucky, regia di Valerio Attanasio – serie TV (2024-in corso)

### Regista
- Io vivo altrove! (2023)

### Sceneggiatore
- Io vivo altrove!, regia di Giuseppe Battiston (2023)

### Produttore
- Io vivo altrove!, regia di Giuseppe Battiston (2023)

## Teatro
- C'è da non crederci (1988)
- Orson Welles' Roast (2010)
- 18mila giorni. Il pitone (2011)
- Vincerò (2011)
- Italy. Sacro all'Italia raminga (2012)
- Macbeth (2012)
- L'invenzione della solitudine (2013) - dall'omonimo romanzo di Paul Auster
- Falstaff, regia di Andrea De Rosa (2014)
- Lost in Cyprus - Sulle tracce di Otello, anche regia in collaborazione con Paolo Civati (2015)[1]
- La prima guerra mondiale: parole e immagini, regia di Paolo Civati (2015)[2]
- La morte di Danton, regia di Mario Martone (2016)
- Così è (se vi pare) di Luigi Pirandello, regia di Filippo Dini, Teatro Carignano di Torino (2018)
- Winston vs Churchill di Carlo Gabardini e con Maria Roveran, regia di Paola Rota, prodotto da Nuovo Teatro (2019)
- La valigia. In viaggio con Dovlatov di Sergej Donatovič Dovlatov, regia di Paola Rota (2023)
- La pace di Aristofane, regia di Daniele Salvo, Siracusa (2023)[3]

## Doppiaggio
- Ctirad Götz in Brucio nel vento
- Uomo d'affari ne Il piccolo principe

## Audiolibri
- Diario di scuola di Daniel Pennac, letto da Giuseppe Battiston, Emons-Feltrinelli, 2010
- Il porto delle nebbie di Georges Simenon, letto da Giuseppe Battiston, Emons Audiolibri, 2013
- Il viaggiatore di terza classe di Georges Simenon, letto da Giuseppe Battiston, Emons Audiolibri, 2013
- Georges Simenon, Il crocevia delle tre vedove, collana Collezione Maigret, traduzione di E. Muratori, Emons Audiolibri, 10 settembre 2014, ISBN 9788898425334.
- Georges Simenon, Pietr il Lettone, collana Collezione Maigret, Emons Audiolibri, 19 marzo 2014, ISBN 9788898425198.
- Georges Simenon, Il cane giallo, collana Collezione Maigret, traduzione di M. Verna, Emons Audiolibri, 19 marzo 2014, ISBN 9788898425204.
- Georges Simenon, La balera da due soldi, collana Collezione Maigret, traduzione di E. Vicari, Emons Audiolibri, 24 settembre 2015, ISBN 9788898425730.
- Georges Simenon, L'ombra cinese, collana Collezione Maigret, traduzione di R. De Letteriis, Emons Audiolibri, 24 settembre 2015, ISBN 9788898425747.
- Georges Simenon, La ballerina del Gai-Moulin, collana Collezione Maigret, traduzione di P. N. Giotti, Emons Audiolibri, 25 marzo 2015, ISBN 9788898425624.
- Georges Simenon, Il caso Saint-Fiacre, Emons Audiolibri, 14 luglio 2016, ISBN 9788869860454.
- David Foster Wallace, Una cosa divertente che non farò mai più, collana Pop, traduzione di Gabriella D'Angelo, Francesco Piccolo, Emons Audiolibri, 11 febbraio 2016, ISBN 9788898425297.
- Georges Simenon, I sotterranei del Majestic, collana Collezione Maigret, traduzione di Eliana Vicari Fabris, Emons Audiolibri, 13 luglio 2017, ISBN 9788869861031.
- Georges Simenon, Un delitto in Olanda, collana Collezione Maigret, traduzione di Ida Sassi, Emons Audiolibri, 13 luglio 2017, ISBN 9788869861048.
- Georges Simenon, Una testa in gioco, collana Collezione Maigret, traduzione di Graziella Cillario, Emons Audiolibri, 6 dicembre 2018, ISBN 9788869862397.
- Georges Simenon, La trappola di Maigret, collana Collezione Maigret, traduzione di Luciana Cisbani, Emons Audiolibri, 26 settembre 2019, ISBN 9788869864216.
- Georges Simenon, Il morto di Maigret, collana Collezione Maigret, traduzione di Ida Sassi, Emons Audiolibri, 6 giugno 2019, ISBN 9788869864223.
- Georges Simenon, Maigret al Picratt's, Emons Audiolibri, 6 febbraio 2020, ISBN 9788869864919.
- Georges Simenon, Maigret e i testimoni recalcitranti, collana Collezione Maigret, Emons Audiolibri, 14 gennaio 2021, ISBN 9788869867156.

## Riconoscimenti
- David di Donatello
  - 2000 – Miglior attore non protagonista per Pane e tulipani
  - 2004 – Candidatura al miglior attore per Agata e la tempesta
  - 2008 – Candidatura al miglior attore non protagonista per Giorni e nuvole
  - 2009 – Miglior attore non protagonista per Non pensarci
  - 2011 – Miglior attore non protagonista per La passione
  - 2012 – Candidatura al miglior attore non protagonista per Io sono Li
  - 2013 – Candidatura al miglior attore non protagonista per Il comandante e la cicogna
  - 2014 – Candidatura al miglior attore per Zoran - Il mio nipote scemo
  - 2014 – Candidatura al miglior attore non protagonista per La sedia della felicità
  - 2016 – Candidatura al miglior attore non protagonista per La felicità è un sistema complesso

- Nastro d'argento
  - 2006 – Candidatura al miglior attore non protagonista per La bestia nel cuore
  - 2008 – Candidatura al miglior attore non protagonista per La giusta distanza e Non pensarci
  - 2011 – Miglior attore non protagonista per Senza arte né parte, La passione e Figli delle stelle
  - 2016 – Nastro d'argento speciale per Perfetti sconosciuti
  - 2018 – Candidatura al miglior attore protagonista per Finché c'è prosecco c'è speranza e Dopo la guerra

- Ciak d'oro
  - 2000 - Migliore attore non protagonista per Pane e tulipani

- Premio Ubu
  - Menzione speciale al premio teatrale Ubu 1996 per la pièce Petito Strenge
  - 2009 come miglior attore per Orson Welles' roast

- Premio Flaiano sezione teatro[4]
  - 2011 – Premio all'interpretazione in 18000 giorni – Il pitone

- Torino Film Festival
  - 2019 – Miglior attore per Il grande passo